# Paralía Rachón
Paralía Rachón (Paralia Rachon) är en ort i Grekland.   Den ligger i prefekturen Fthiotis och regionen Grekiska fastlandet, i den centrala delen av landet, 130 km nordväst om huvudstaden Aten. Paralía Rachón ligger 4 meter över havet och antalet invånare är 541.
Terrängen runt Paralía Rachón är kuperad åt nordost, men åt sydväst är den platt. Havet är nära Paralía Rachón åt sydost. Runt Paralía Rachón är det ganska glesbefolkat, med 27 invånare per kvadratkilometer. Närmaste större samhälle är Kaména Voúrla, 11,5 km söder om Paralía Rachón. 